# Styngflugor
Styngflugor (Oestridae) är en familj inom insektsordningen tvåvingar som tillhör flugorna. Familjen innehåller omkring 150 beskrivna arter världen över, varav tolv påträffats i Sverige. Särskilt på norra halvklotet och i Afrika återfinns många arter. Flugornas larver lever som inre parasiter på större däggdjur. 
Livscykeln hos styngflugor innefattar vanligen bara en kort tid som fullbildade insekter som främst syftar till fortplantning. Exemplaren äter under tiden ingenting. Storleken för en fullbildad styngfluga varierar mellan olika arter från cirka 0,8 upp till 2,5 centimeter. Kroppen är ofta hårig och mundelarna är antingen reducerade eller saknas, eftersom de fullbildade insekterna intar mycket lite föda eller ingen alls. En del arters honor lägger ägg i värddjurens näsborrar, andra lägger dem i värddjurens päls. Av de förstnämnda lever larverna i värddjurens näshåla och bihålor, medan larverna av de sistnämnda lever under värddjurets hud. När larverna är fullt utväxta lämnar de värddjuret för att förpuppa sig. Förpuppningen sker vanligen i jord.
Till familjen hör exempelvis korm och nässtyng som är parasiter på ren, nötstyngen som parasiterar på nötkreatur och fårstyng som parasiterar på får. Rådjurets nässtyng (Cephenemyia stimulator) har sommaren 2012 påträffats för första gången i Sverige.
Vissa arter, bland annat älgens nässtyngfluga (Cephenemyia ulrichii), som i normala fall sprutar sina larver in i mulen på en älg, kan i sällsynta fall spruta dem i ögat på en människa och orsaka human oftalmomyiasis. Då larverna har hullingar går de inte enkelt att spola bort och kan i mycket sällsynta fall borra sig in i ögat och orsaka svåra skador. Älgens nässtyngfluga förekommer inom älgens utbredningsområde från Skandinavien, Polen, Baltikum och i Ryssland till östra Sibirien. I Sverige finns redovisat i Artfakta förekomst särskilt i Västmanland men även i Uppland och Södermanland med i övrigt enstaka rapporter från södra Småland upp till Jämtland. Flugan anges som bofast och reproducerande i landet.